# 文在寅政権
文在寅政権（ぶんざいいんせいけん、ムンジェインせいけん）は、韓国の第六共和国時代の7番目の政権である。2017年5月10日の文在寅大統領就任により発足した。なお、韓国では文在寅政府（せいふ）と表記される。

## 大統領・首相・副首相
| 役職名                 | 氏名   | 在任期間                      | 所属政党、備考   |
| ---------------------- | ------ | ----------------------------- | ---------------- |
| 大統領                 | 文在寅 | 2017年5月10日 - 2022年5月9日  | 共に民主党所属。 |
| 国務総理               | 李洛淵 | 2017年5月31日 - 2020年1月13日 | 共に民主党所属。 |
| 国務総理               | 丁世均 | 2020年1月14日 - 2021年4月16日 | 共に民主党所属。 |
| 国務総理               | 洪楠基 | 2021年4月16日 - 2021年5月14日 | 職務代行。       |
| 国務総理               | 金富謙 | 2021年5月14日 - 2022年5月11日 | 共に民主党所属。 |
| 副首相兼企画財政部長官 | 金東兗 | 2017年6月9日 - 2018年12月10日 | 無所属。         |
| 副首相兼企画財政部長官 | 洪楠基 | 2018年12月10日 - 2022年5月9日 | 無所属。         |
| 副首相兼教育部長官     | 金相坤 | 2017年7月4日 - 2018年10月2日  | 共に民主党所属。 |
| 副首相兼教育部長官     | 兪銀恵 | 2018年10月2日 - 2022年5月9日  | 共に民主党所属。 |

## 国務委員
| 役職名                   | 氏名   | 在任期間                       | 所属政党、備考   |
| ------------------------ | ------ | ------------------------------ | ---------------- |
| 科学技術情報通信部長官   | 兪英民 | 2017年7月11日 - 2019年9月8日   | 共に民主党所属。 |
| 科学技術情報通信部長官   | 崔起栄 | 2019年9月10日 - 2021年5月13日  |                  |
| 科学技術情報通信部長官   | 林恵淑 | 2021年5月14日 - 2022年5月9日   |                  |
| 外交部長官               | 康京和 | 2017年6月18日 - 2021年2月9日   | 無所属。         |
| 外交部長官               | 鄭義溶 | 2021年2月9日 - 2022年5月9日    | 無所属。         |
| 統一部長官               | 趙明均 | 2017年7月3日 - 2019年4月8日    | 無所属。         |
| 統一部長官               | 金錬鉄 | 2019年4月8日 - 2020年6月19日   | 無所属。         |
| 統一部長官               | 徐虎   | 2020年6月19日 - 2020年7月27日  | 職務代行。       |
| 統一部長官               | 李仁栄 | 2020年7月27日 - 2022年5月9日   | 共に民主党所属。 |
| 法務部長官               | 朴相基 | 2017年7月19日 - 2019年9月8日   | 無所属。         |
| 法務部長官               | 曹国   | 2019年9月9日 - 2019年10月14日  | 共に民主党所属。 |
| 法務部長官               | 金浯洙 | 2019年10月14日 - 2020年1月1日  | 職務代行。       |
| 法務部長官               | 秋美愛 | 2020年1月2日 - 2021年1月27日   | 共に民主党所属。 |
| 法務部長官               | 朴範界 | 2021年1月28日 - 2022年5月9日   | 共に民主党所属。 |
| 国防部長官               | 宋永武 | 2017年7月13日 - 2018年9月21日  | 無所属。         |
| 国防部長官               | 鄭景斗 | 2019年9月21日 - 2020年9月18日  | 無所属。         |
| 国防部長官               | 徐旭   | 2020年9月18日 - 2022年5月11日  | 無所属。         |
| 行政安全部長官           | 金富謙 | 2017年6月16日 - 2019年4月5日   | 共に民主党所属。 |
| 行政安全部長官           | 陳永   | 2019年4月6日 - 2020年12月23日  | 共に民主党所属。 |
| 行政安全部長官           | 全海澈 | 2020年12月24日 - 2022年5月10日 | 共に民主党所属。 |
| 文化体育観光部長官       | 都鍾煥 | 2017年6月16日 - 2019年4月2日   | 共に民主党所属。 |
| 文化体育観光部長官       | 朴良雨 | 2019年4月3日 - 2021年2月10日   | 無所属。         |
| 文化体育観光部長官       | 黄熙   | 2021年2月11日 - 2022年5月10日  | 共に民主党所属。 |
| 農林畜産食品部長官       | 金瑛録 | 2017年7月3日 - 2018年3月15日   | 共に民主党所属。 |
| 農林畜産食品部長官       | 金炫秀 | 2018年3月16日 - 2018年8月8日   | 職務代行。       |
| 農林畜産食品部長官       | 李介昊 | 2018年8月9日 - 2019年8月30日   | 共に民主党所属。 |
| 農林畜産食品部長官       | 金炫秀 | 2019年8月31日 - 2022年5月9日   | 無所属。         |
| 産業通商資源部長官       | 白雲揆 | 2017年7月22日 - 2018年9月21日  | 無所属。         |
| 産業通商資源部長官       | 成允模 | 2018年9月21日 - 2021年5月6日   | 無所属。         |
| 産業通商資源部長官       | 文勝煜 | 2021年5月6日 - 2022年5月12日   |                  |
| 保健福祉部長官           | 朴淩厚 | 2017年7月22日 - 2020年12月23日 | 共に民主党所属。 |
| 保健福祉部長官           | 権徳喆 | 2020年12月24日 - 2022年5月11日 | 無所属。         |
| 環境部長官               | 金恩京 | 2017年7月4日 - 2018年11月9日   | 共に民主党所属。 |
| 環境部長官               | 趙明来 | 2018年11月10日 - 2021年1月21日 | 無所属           |
| 環境部長官               | 韓貞愛 | 2021年1月22日 - 2022年5月9日   | 共に民主党所属。 |
| 雇用労働部長官           | 金栄珠 | 2017年8月14日 - 2018年9月21日  | 共に民主党所属。 |
| 雇用労働部長官           | 李載甲 | 2018年9月21日 - 2021年5月6日   | 共に民主党所属。 |
| 雇用労働部長官           | 安庚徳 | 2021年5月7日 - 2022年5月9日    |                  |
| 女性家族部長官           | 鄭鉉栢 | 2017年7月7日 - 2018年9月21日   | 無所属。         |
| 女性家族部長官           | 陳善美 | 2018年9月21日 - 2019年9月9日   | 共に民主党所属。 |
| 女性家族部長官           | 李貞玉 | 2019年9月9日 - 2020年12月27日  | 無所属。         |
| 女性家族部長官           | 鄭英愛 | 2020年12月28日 - 2022年5月10日 |                  |
| 国土交通部長官           | 金賢美 | 2017年6月21日 - 2020年12月28日 | 共に民主党所属。 |
| 国土交通部長官           | 卞彰欽 | 2020年12月29日 - 2021年4月16日 |                  |
| 国土交通部長官           | 尹成元 | 2021年4月17日 - 2021年5月14日  | 職務代行。       |
| 国土交通部長官           | 盧炯旭 | 2021年5月14日 - 2022年5月13日  |                  |
| 海洋水産部長官           | 金栄春 | 2017年6月16日 - 2019年4月2日   | 共に民主党所属。 |
| 海洋水産部長官           | 文成赫 | 2019年4月3日 - 2022年5月9日    | 無所属。         |
| 中小ベンチャー企業部長官 | 洪鍾学 | 2017年11月21日 - 2019年4月8日  | 共に民主党所属。 |
| 中小ベンチャー企業部長官 | 朴映宣 | 2019年4月8日 - 2021年1月20日   | 共に民主党所属。 |
| 中小ベンチャー企業部長官 | 姜声千 | 2021年1月21日 - 2021年2月4日   | 職務代行。       |
| 中小ベンチャー企業部長官 | 権七勝 | 2021年2月5日 - 2022年5月12日   | 共に民主党所属。 |

## その他長官
| 役職名               | 氏名   | 在任期間                        | 備考       |
| -------------------- | ------ | ------------------------------- | ---------- |
| 国家情報院長         | 徐薫   | 2017年6月1日 - 2020年7月2日     |            |
| 国家情報院長         | 崔容煥 | 2020年7月2日 - 2020年7月28日    | 職務代行。 |
| 国家情報院長         | 朴智元 | 2020年7月29日 - 2022年5月11日   |            |
| 大統領秘書室長       | 任鍾晳 | 2017年5月10日 - 2019年1月8日    |            |
| 大統領秘書室長       | 盧英敏 | 2019年1月9日 - 2020年12月31日   |            |
| 大統領秘書室長       | 兪英民 | 2021年1月1日 - 2022年5月9日     |            |
| 大統領秘書室政策室長 | 張夏成 | 2017年5月21日 - 2018年11月9日   |            |
| 大統領秘書室政策室長 | 金秀顕 | 2018年11月10日 - 2019年6月21日  |            |
| 大統領秘書室政策室長 | 金尚祚 | 2019年6月21日 - 2021年3月29日   |            |
| 大統領秘書室政策室長 | 李昊昇 | 2021年3月29日 - 2022年5月9日    |            |
| 国家安保室長         | 鄭義溶 | 2017年5月21日 - 2020年7月2日    |            |
| 国家安保室長         | 金有根 | 2020年7月2日 - 2020年7月23日    | 職務代行。 |
| 国家安保室長         | 徐柱錫 | 2020年7月23日 - 2020年7月28日   | 職務代行。 |
| 国家安保室長         | 徐薫   | 2020年7月28日 - 2022年5月9日    |            |
| 国務調整室長         | 洪楠基 | 2017年5月11日 - 2018年11月9日   |            |
| 国務調整室長         | 盧炯旭 | 2018年11月9日 - 2020年5月8日    |            |
| 国務調整室長         | 具潤哲 | 2020年5月9日 -                  |            |
| 国家報勲処長         | 皮宇鎮 | 2017年5月17日 - 2019年8月14日   |            |
| 国家報勲処長         | 朴三得 | 2019年8月14日 - 2020年12月31日  |            |
| 国家報勲処長         | 黄基鉄 | 2020年12月31日 - 2022年5月13日  |            |
| 検察総長             | 文武一 | 2017年7月25日 - 2019年7月24日   |            |
| 検察総長             | 尹錫悦 | 2019年7月25日 - 2020年11月24日  |            |
| 検察総長             | 趙南寛 | 2020年11月24日 - 2020年12月1日  | 職務代行。 |
| 検察総長             | 尹錫悦 | 2020年12月1日 - 2020年12月16日  |            |
| 検察総長             | 趙南寛 | 2020年12月17日 - 2020年12月23日 | 職務代行。 |
| 検察総長             | 尹錫悦 | 2020年12月24日 - 2021年3月4日   |            |
| 検察総長             | 趙南寛 | 2021年3月4日 - 2021年5月31日    | 職務代行。 |
| 検察総長             | 金五洙 | 2021年6月1日 - 2022年5月6日     |            |
| 放送通信委員会委員長 | 李孝成 | 2017年7月31日 - 2019年9月8日    |            |
| 放送通信委員会委員長 | 韓相赫 | 2019年9月9日 -                  |            |
| 公正取引委員会委員長 | 金尚祚 | 2017年6月13日 - 2019年6月21日   |            |
| 公正取引委員会委員長 | 池澈湖 | 2019年6月21日 - 2019年9月8日    | 職務代行。 |
| 公正取引委員会委員長 | 趙成旭 | 2019年9月9日 -                  |            |
| 金融委員会委員長     | 崔鍾球 | 2017年7月19日 - 2019年9月8日    |            |
| 金融委員会委員長     | 殷成洙 | 2019年9月9日 - 2021年8月30日    |            |
| 金融委員会委員長     | 高承範 | 2021年8月31日 -                 |            |
| 国民権益委員会委員長 | 朴恩正 | 2017年6月29日 - 2020年6月28日   |            |
| 国民権益委員会委員長 | 全賢姫 | 2020年6月28日 -                 |            |